# Église San Giovanni della Malva in Trastevere
L'église San Giovanni della Malva in Trastevere (en français : Saint-Jean-des-Mauves-de-Trastevere) est une église romaine située dans le quartier Trastevere sur la piazza San Giovanni della Malva in Trastevere.

## Historique
Les origines de l'église remontent au Moyen Âge avec sa mention en 1123 dans une bulle papale de Calixte II sous le nom de Sancti Iohannis prope portam Septimianam (Saint-Jean-à-Porta Settimiana), puis au XIVe siècle comme Sancti Iohannis ad Ianiculum (Saint-Jean-au-Janicule). Son nom actuel dérive potentiellement de la mauve ou de l'altération du latin Mica Aurea et est attesté en 1367. En 1475, lors du jubilé du pont Sisto, le pape Sixte IV la fait rénover. Son état de dégradation au XIXe siècle entraine sa destruction totale en 1818 puis sa reconstruction en 1851 sur les plans de Giacomo Moraldi.

## Architecture et décorations
L'église a une façade tripartite classique avec un tympan triangulaire. Au-dessus de la porte se trouve un bas-relief représentant la Vierge Marie avec saint Jean et saint Jean-Baptiste.
L'intérieur adopte le plan de la croix grecque avec une coupole hémisphérique. Le maître-autel est surplombé d'une peinture représentant la Madone avec saint Jean et saint Jean-Baptiste

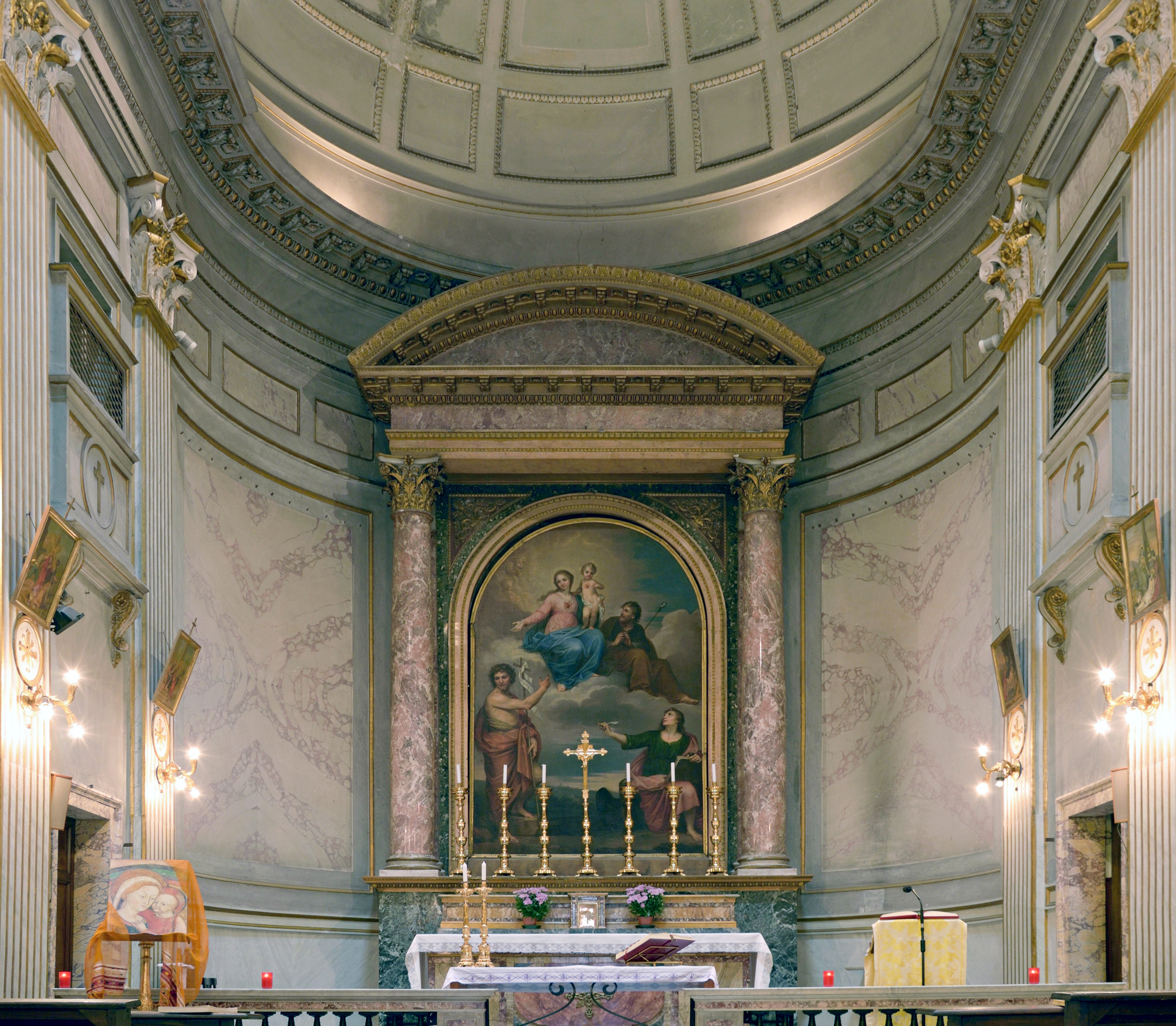
Vue de la nef vers le chœur
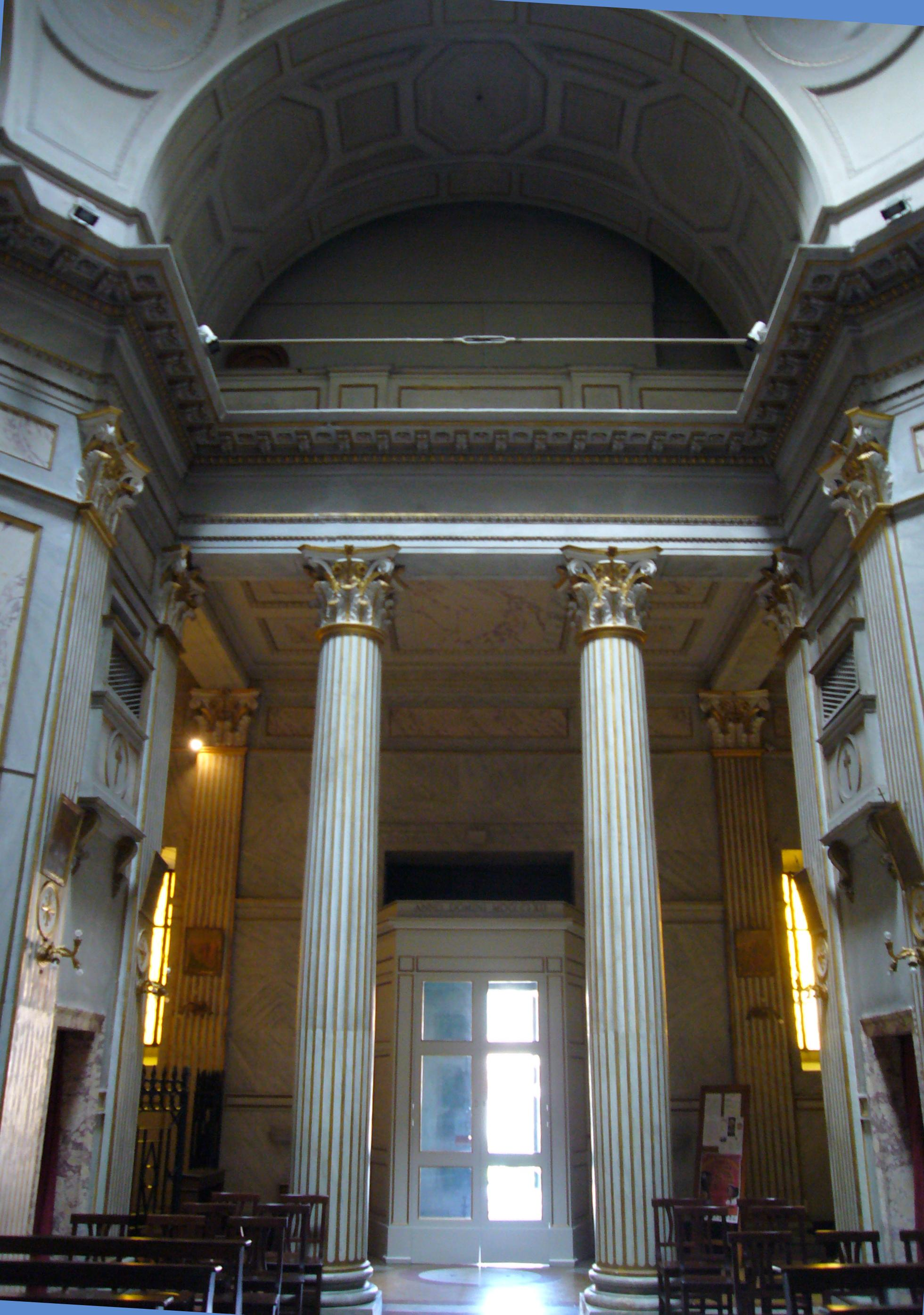
Vue de la nef vers l'entrée

## Sources et références
- (it) Cet article est partiellement ou en totalité issu de l’article de Wikipédia en italien intitulé « Chiesa di San Giovanni della Malva in Trastevere » (voir la liste des auteurs).